# Fregata mała
Fregata mała (Fregata ariel) – gatunek ptaka z rodziny fregat (Fregatidae). Występuje w niektórych obszarach Oceanu Spokojnego (wschodni i centralny), Atlantyckiego (południowy) i Indyjskiego (wschodni, zachodni i centralny). Nie jest zagrożony wyginięciem.

## Taksonomia
Po raz pierwszy gatunek opisał George Robert Gray w 1845. Nowemu gatunkowi nadał nazwę Atagen ariel. Holotyp pochodził z Raine Island, wyspy leżącej na wschód od półwyspu Jork w australijskim stanie Queensland; Gray nie podał tych danych, proweniencję okazu typowego ustalił Gregory Macalister Mathews. Obecnie (2021) Międzynarodowy Komitet Ornitologiczny umieszcza fregatę małą w rodzaju Fregata. Wyróżnia 3 podgatunki, podobnie jak autorzy HBW. Badania genetyczne wskazują, że fregata mała jest najwyraźniej najbardziej odrębnym gatunkiem spośród fregat i stanowi względem nich klad bazalny.
Podobnie jak w przypadku fregaty średniej (F. minor) fregaty małe odmiennych podgatunków różnią się głównie rozmiarami ciała, a ich podział jest wątpliwy. Według Olsona fregata atlantycka (F. ariel trinitatis) jest odrębnym gatunkiem, za czym przemawiać mają różnice w upierzeniu względem fregat małych oraz stosunkowo mocno zbudowane kości skrzydeł oraz dziób. Zdania w South American Classification Committee na temat koncepcji Olsona są podzielone (5 głosów na tak vs 6 głosów na nie).
W języku angielskim fregata mała określana jest jako Lesser Frigatebird lub Least Frigatebird, czyli „fregata mniejsza” lub „najmniejsza”. Może budzić to wątpliwości, jako że nazwę naukową Fregata minor – z łaciny oznaczającą właśnie „mniejszą” fregatę – nosi fregata średnia, w języku angielskim Great Frigatebird: „fregata wielka”. W języku polskim jedna z fregat znana jest jako fregata wielka, F. magnificens, jednak jej nazwa anglojęzyczna Magnificent Frigatebird oznacza „wspaniałą/okazałą fregatę”.
Epitet gatunkowy ariel nawiązuje do ducha Ariela z Burzy Shakespeare’a.

## Podgatunki i zasięg występowania
IOC wyróżnia następujące podgatunki:
- fregata atlantycka[13], F. a. trinitatis Miranda-Ribeiro, 1919[14] – południowy Ocean Atlantycki – Trindade i Martim Vaz u wybrzeża wschodniej Brazylii[6]; współcześnie jednak krytycznie zagrożone, w 2017 wiadomo było z pewnością o tylko jednej kolonii na wysepce u południowych wybrzeży Trindade. Szczątki kopalne wskazują, że niegdyś ptaki tego podgatunku występowały na Wyspie Świętej Heleny[9]
- F. a. iredalei Mathews, 1914[4] – zachodni Ocean Indyjski[6], między innymi Aldabra, Cosmoledo i północne Malediwy[15]
- fregata mała[13], F. a. ariel (G. R. Gray, 1845[3]) – wschodni i centralny Ocean Indyjski, morza Południowo-Wschodniej Azji i północnej Australii po zachodni i centralny Ocean Spokojny[6]; między innymi Wyspy Kokosowe, Wyspa Bożego Narodzenia, Archipelag Bismarcka, Nowa Kaledonia, Fidżi, Markizy, Tonga, Tuamotu[15]. Szczególnie liczne kolonie występują na australijskich wyspach, między innymi Adele Island, Lacepede Islands i Bedout[8]

Zasięgi występowania fregat: małej i średniej pokrywają się. Mimo tego wymieszane kolonie lęgowe występują jedynie na North Keeling (Wyspy Kokosowe), Aldabrze i Europie.

## Morfologia

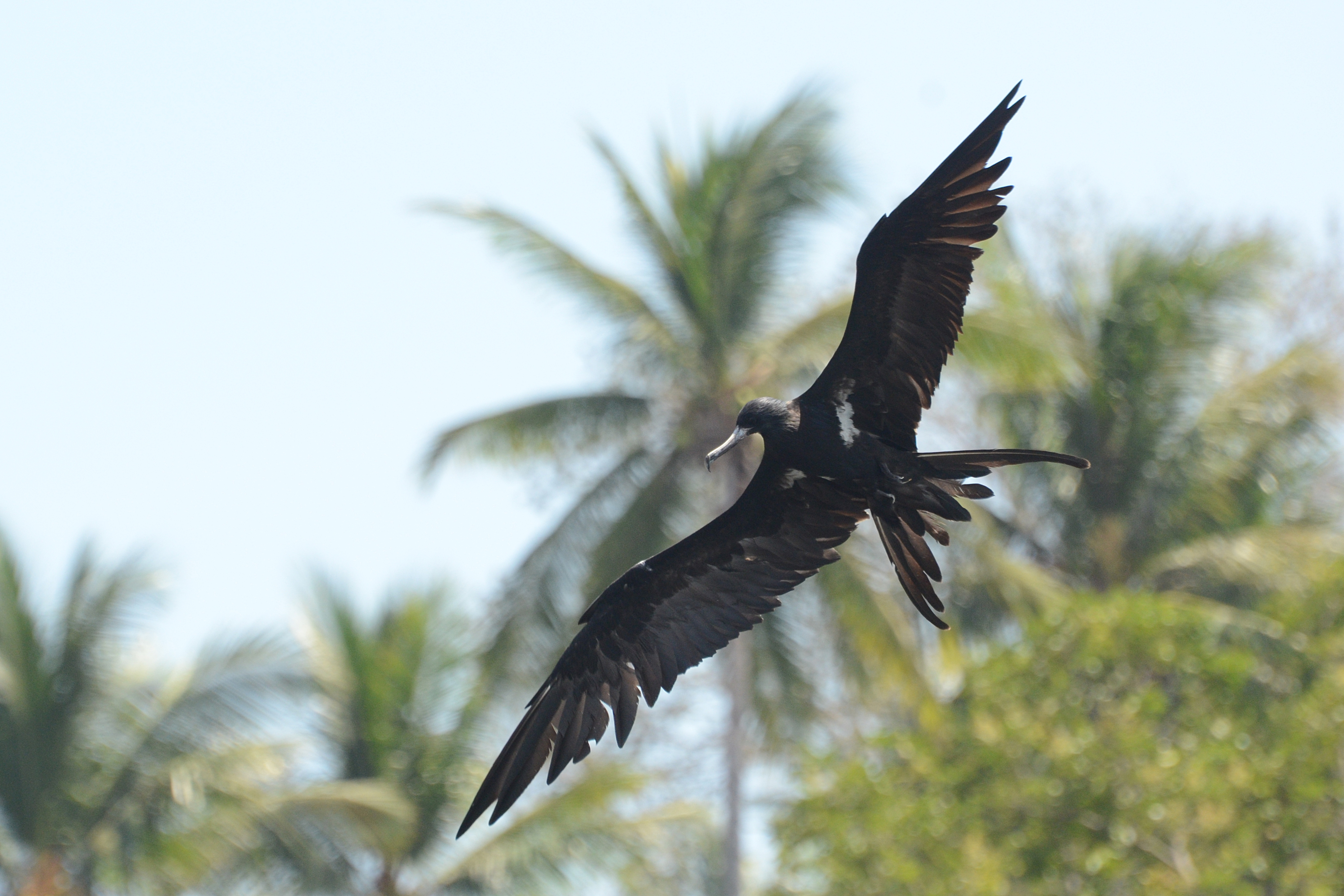
Fregata mała w locie, sfotografowana w prowincji Celebes Północny

Długość ciała wynosi 66–81 cm; masa ciała samców 625–875 g, samic 760–955 g; rozpiętość skrzydeł 155–193 cm. Wymiary szczegółowe dla samców: długość skrzydła – 442–544 mm, długość górnej krawędzi dzioba – 74,5–94,2 mm (Indo-Pacyfik, n=148), dla samic: długość skrzydła 487–570 mm, długość górnej krawędzi dzioba: 79,8–96,1 mm (Indo-Pacyfik, n=96).
Samiec ma upierzenie niemal całkowicie czarne. Na głowie i grzbiecie występuje połysk, głównie fioletowy. Od boków ciała do zgięcia skrzydła biegnie cienka biała linia, jest ona cechą diagnostyczną. Dziób ciemny, tęczówka brązowa, obrączka oczna czarniawa. Worek gardłowy szkarłatny, nogi czerwonawe. U samicy głowa, gardło i szyja czarne, tworzą wzór podobny do kaptura. Niekiedy kark czerwonawy. Widoczna biała obroża, niemalże w pełni domykająca się z tyłu szyi. Pierś i najbardziej górną część brzucha porastają białe pióra. Czarny „kaptur” przedłuża się na pierś tworząc kształt litery V. Od boków ciała do zgięcia skrzydła rozciąga się biała plama w kształcie ostrogi. Spód skrzydła, niższa część brzucha, okolice kloaki i pokrywy podogonowe są czarne. Wierzch ciała również jest czarno ubarwiony, wyróżnia się szeroka płowa krawędź skrzydła. Dziób różowy lub podobnej barwy, obrączka oczna czerwona. Nogi różowawe lub czerwone. Ogon u fregat małych jest rozwidlony. Skok krótki i opierzony.
U osobników młodocianych głowa, gardło i górna część szyi są czerwonobrązowe (barwa ta ma głębsze nasycenie niż u fregat średnich), w znoszonej szacie o niejednolitym ubarwieniu. Wierzch ciała czarny z jaśniejszą krawędzią skrzydła. Obecna szeroka czarna przepaska na piersi. Spód ciała biały, nieco bieli wcina się również w czarne nasady skrzydeł. Spód ciała na obszarze za nogami czarny. Dziób jasnoszary, często z ciemną końcówką górnej szczęki. Obrączka oczna jasna lub brązowa. Tęczówka brązowa. Nogi mają nijaką, trudną do opisania brązowawą lub różowawą barwę. Wraz z wiekiem głowa fregat małych bieleje i zyskuje po bokach rdzawy nalot. Broda i gardło rude. W miarę wzrostu ptaka przepaska na piersi rozpada się, nadając brzuchowi nakrapiany wygląd. Później fregata mała stopniowo zyskuje szatę dorosłą. U osobnika w niewoli pierwsza szata młodociana utrzymywała się ponad dwa lata. Prawdopodobnie w warunkach naturalnych szata dorosła występuje u osobników nie młodszych niż 5 lat.

## Ekologia i zachowanie
Środowiskiem życia fregat małych są tropikalne i subtropikalne morza. Temperatura powierzchni tych wód jest większa od 22 °C, zasolenie – zmienne. Gniazdują na izolowanych wyspach, w lasach namorzynowych, w zakrzewieniach, niekiedy na gołej ziemi. Wykorzystują piaszczyste wysepki koralowe ledwie porośnięte roślinnością, z których prawdopodobnie korzystają w większym stopniu niż fregaty średnie. Niektóre stanowiska lęgowe są położone tak nisko, że podczas przypływu zostają zalane. Sibley i Clapp (1967) badali ponad 4800 ptaków z wysp Feniks i Howland (zaobrączkowanych jako pisklęta); 75% z nich wędrowało dalej niż na 3,2 tys. km od rodzimej wyspy, a 31% – na odległość 6–8 tys. km od rodzimej wyspy, docierając aż w okolice Nowej Zelandii. Fregaty małe często latają wysoko, szybują w kominach termicznych. Nie chodzą ani nie pływają. Przesiadują na drzewach i krzewach oraz leżących na mieliznach kłodach.
Fregaty małe odzywają się wyłącznie przy lądowaniu, popisach lub pościgach. Większość wokalizacji ma miejsce w sezonie lęgowym. Samce obwieszczają swoje przybycie serią krótkich gwizdów brzmiących jak weese-weese-weese, samice – wysokim chipar, chip-ar (zapis w transkrypcji angielskiej). Popisujące się samce wyraźnie odróżniają się od fregat średnich i białobrzuchych (F. andrewsi) odgłosami podczas toków: nie szczebioczą, a jedynie klekoczą dziobem i gwiżdżą, prezentując swój worek gardłowy oraz wchodząc w interakcje z samicą, gdy ta wyląduje. Zarówno samiec, jak i samica klekoczą. Do innych odgłosów wydawanych przez fregaty małe należą piski i jęki, być może odzywają się tak jedynie samice.

### Pożywienie
Pożywieniem fregat małych są głównie ryby, szczególnie ptaszorowate (Cypselurus, Exocoetus, Oxyporhamphus) długości 10–20 cm i kałamarnice. Występują sezonowe zmiany w proporcjach zdobyczy: w porze deszczowej fregaty małe spożywają mniej kałamarnic i Cypselurus. Do innych, rzadszych zdobyczy należą mątwy (Sepiida) i inne głowonogi oraz ryby inne niż ptaszorowate: półdziobcowate (Hemiramphidae), idolki mauretańskie (Zanclus cornutus), makrelowate (Scombridae), lufary (Pomatomus saltatrix).

### Lęgi

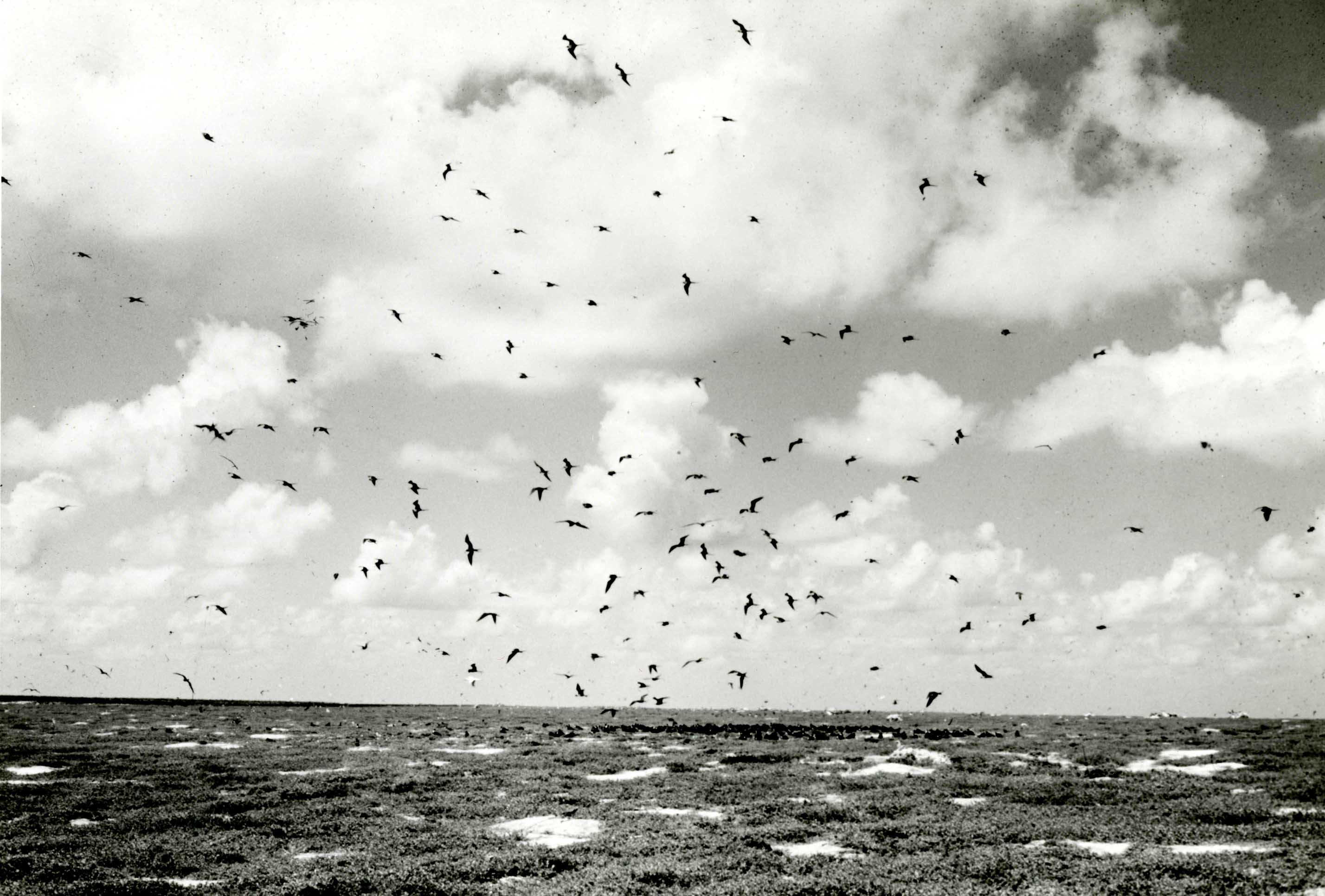
Kolonia lęgowa na Feniks

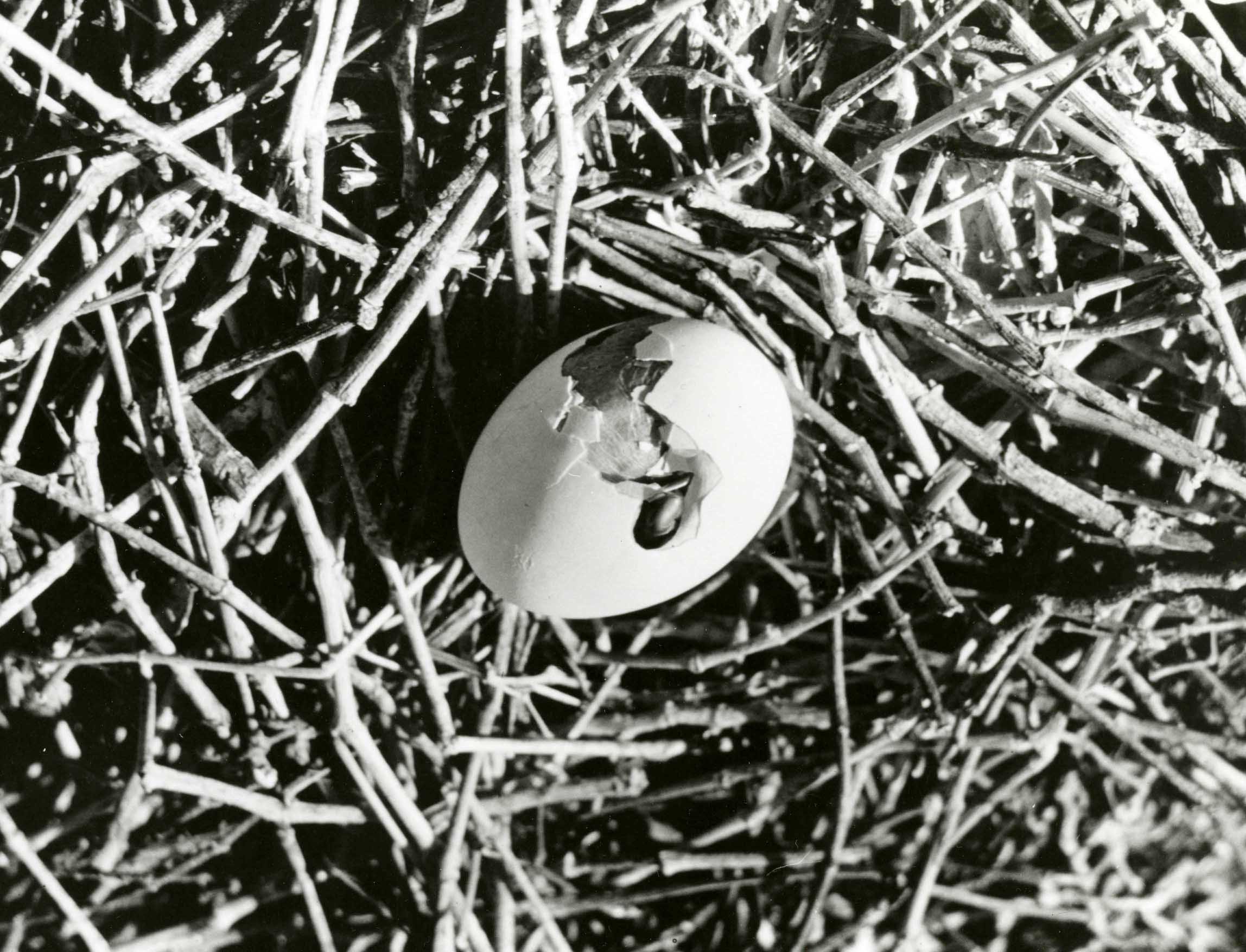
Klujące się pisklę

W większej części zasięgu gniazdowanie odbywa się cały rok, stwierdzono pewną skłonność do składania jaj w porze suchej. W jednym czasie w kolonii mogą znajdować się jaja, tokujące osobniki, pisklęta oraz jeszcze zależne, lecz już samodzielnie żyjące młodociane. Pora odbywania lęgów różni się również z roku na rok. Pomyślne lęgi mogą być wyprowadzane nie częściej niż co dwa lata. Być może, podobnie jak u fregat średnich, występują lata z całkowitym zaniechaniem aktywności lęgowej. Fregaty małe gniazdują kolonijnie. Pojedyncza kolonia liczy do 5000 gniazd. Podzielona jest na grupy obejmujące do 100 gniazd, oddalonych od siebie przeciętnie o 0,5–0,7 m.
Samce tokują w miejscach z nagromadzonym już starym materiałem gniazdowym chętniej niż w miejscach niewykorzystanych. Nie zdarzają się otwarte konflikty. Popisy samców trwają stosunkowo krótko, od kilku minut do godziny. Gniazdo ma formę platformy z gałęzi o wątłej konstrukcji. Pozbawione jest wyściółki czy zagłębienia na jajo. Czasami zanieczyszczają je odchody, być może scalają materiał gniazdowy. Podstawę gniazda stanowią dwa patyki ustawione równolegle do siebie, oddalone o około 15 cm, i położone na nich skośnie patyki. Materiał na gniazdo zbiera głównie samiec, buduje zaś samica. Przez pierwsze 10 dni budowa gniazda przebiega intensywnie, może trwać aż do wyklucia się pisklęcia. Po uformowaniu się pary w pobliżu gniazda zawsze pozostaje jeden z partnerów.
Zniesienie liczy jedno jajo. Wymiary 355 jaj z Wyspy Bożego Narodzenia: 52–68,9 na 39–48,1 mm. Inkubacja trwa około 41 dni, wysiadują obydwa ptaki z pary. Stosunek samców do samic wśród klujących się piskląt jest bliski 1:1, inaczej niż u fregat średnich i wielkich. Ząb jajowy piskląt utrzymuje się około tygodnia. Młode do 14. dnia życia stają się pokryte krótkim białym puchem, mają nagie gardło i szyję. Ich skóra jest jasna, szaroniebieska, niemalże biała. Mają ciemnobrązową tęczówkę i dziób barwy od jasnoszarej po brudnobiałą. Barkówki wyrzynają się około 21. dnia życia. Po 21–25 dniach pojawiają się na przodzie głowy rdzawe pióra, do 42. dnia wyrastają pokrywy drugiego rzędu, do 49. – pierwszego, do 56–60. dnia – lotki II rzędu i sterówki, do 60–70. dnia – lotki I rzędu. Na Aldabrze przeciętnie młode opierzały się po 145–179 dniach życia. Fregaty małe są karmione przez rodziców jeszcze 5–8 miesięcy po opierzeniu, a kolonię opuszczają 5–12 miesięcy po opierzeniu.

## Status i zagrożenia
IUCN uznaje fregatę małą za gatunek najmniejszej troski (LC, Least Concern) nieprzerwanie od 1988 (stan w 2020). Liczebność światowej populacji wstępnie szacuje się na 100–500 tysięcy osobników. BirdLife International szacuje trend liczebności populacji jako spadkowy ze względu na niszczenie środowiska życia tych ptaków.